# カンピオナート・パラナエンセ
カンピオナート・パラナエンセ (Campeonato Paranaense) は、ブラジル・パラナ州のサッカーリーグである。パラナ州サッカー連盟 (Federação Paranaense de Futebol, FPF) が主催する。日本ではパラナ州選手権の名称で紹介されることが多い。
毎年1月から4月または5月頃にかけて開催される。1部リーグから3部リーグまでがあり、2017年シーズンは1部相当のセリエ・オウロ (Série Ouro) には12クラブが参加している。

## 大会方式
2017年シーズン
- ファーストステージ - 12チームによる1回総当たりのリーグ戦を行う。上位8チームがセカンドステージへ進み、下位2クラブはセリエ・プラタ（2部）へ降格する。
- セカンドステージ - ファーストステージを勝ち上がった8チームによるトーナメント方式。準々決勝から決勝までホーム・アンド・アウェーの2試合で勝敗を決する。

※ブラジルのほかの州選手権と同様に、大会方式は毎年変わり得る。

## 参加クラブ
2017年シーズン セリエ・オウロ (1部)
- アトレチコ
- カスカヴェウ
- シアノルテ
- コリチーバ
- フォス・ド・イグアス
- J・マルセーリ
- ロンドリーナ
- パラナ
- プルデントーポリス（ポルトガル語版）
- PSTC
- リオ・ブランコ（ポルトガル語版）
- トレド（ポルトガル語版）

## 歴代優勝クラブ
- 1915 インテルナシオナル
- 1916 コリチーバ
- 1917 アメリカ＝パラナ
- 1918 ブリタニア
- 1919 ブリタニア
- 1920 ブリタニア
- 1921 ブリタニア
- 1922 ブリタニア
- 1923 ブリタニア
- 1924 パレストラ・イタリア
- 1925 アトレチコ
- 1926 パレストラ・イタリア
- 1927 コリチーバ
- 1928 ブリタニア
- 1929 アトレチコ
- 1930 アトレチコ
- 1931 コリチーバ
- 1932 パレストラ・イタリア
- 1933 コリチーバ
- 1934 アトレチコ
- 1935 コリチーバ
- 1936 アトレチコ
- 1937 フェロヴィアリオ
- 1938 フェロヴィアリオ
- 1939 コリチーバ
- 1940 アトレチコ
- 1941 コリチーバ
- 1942 コリチーバ
- 1943 アトレチコ
- 1944 フェロヴィアリオ

- 1945 アトレチコ
- 1946 コリチーバ
- 1947 コリチーバ
- 1948 フェロヴィアリオ
- 1949 アトレチコ
- 1950 フェロヴィアリオ
- 1951 コリチーバ
- 1952 コリチーバ
- 1953 フェロヴィアリオ
- 1954 コリチーバ
- 1955 モンテ・アレグレ
- 1956 コリチーバ
- 1957 コリチーバ
- 1958 アトレチコ
- 1959 コリチーバ
- 1960 コリチーバ
- 1961 コメルシアウ
- 1962 ロンドリーナ
- 1963 グレミオ・マリンガ
- 1964 グレミオ・マリンガ
- 1965 フェロヴィアリオ
- 1966 フェロヴィアリオ
- 1967 アグア・ヴェルデ
- 1968 コリチーバ
- 1969 コリチーバ
- 1970 アトレチコ
- 1971 コリチーバ
- 1972 コリチーバ
- 1973 コリチーバ
- 1974 コリチーバ

- 1975 コリチーバ
- 1976 コリチーバ
- 1977 グレミオ・マリンガ
- 1978 コリチーバ
- 1979 コリチーバ
- 1980 コロラド / カスカヴェウ
- 1981 ロンドリーナ
- 1982 アトレチコ
- 1983 アトレチコ
- 1984 ピニェイロス
- 1985 アトレチコ
- 1986 コリチーバ
- 1987 ピニェイロス
- 1988 アトレチコ
- 1989 コリチーバ
- 1990 アトレチコ
- 1991 パラナ
- 1992 ロンドリーナ
- 1993 パラナ
- 1994 パラナ
- 1995 パラナ
- 1996 パラナ
- 1997 パラナ
- 1998 アトレチコ
- 1999 コリチーバ
- 2000 アトレチコ
- 2001 アトレチコ
- 2002 イラチ / アトレチコ [1]
- 2003 コリチーバ
- 2004 コリチーバ

- 2005 アトレチコ
- 2006 パラナ
- 2007 パラナヴァイ
- 2008 コリチーバ
- 2009 アトレチコ
- 2010 コリチーバ
- 2011 コリチーバ
- 2012 コリチーバ
- 2013 コリチーバ
- 2014 ロンドリーナ
- 2015 オペラリオ
- 2016 アトレチコ

[1]2002年はアトレチコ、コリチーバ、マルトロン (現：J・マルセーリ) 、パラナの4クラブは、同時期に開催されていたミナスジェライス州と南部各州のクラブによる大会コパ・スル・ミナスに参加していたため、州選手権には参加しなかった。両大会の直後にFPFが主催したスーペルカンピオナート (Supercampeonato)  には、前述の4クラブと州選手権の上位4クラブが参加した。

## クラブ別優勝回数
| クラブ               | 優勝 | 優勝年 |
| -------------------- | ---- | --- |
| コリチーバ           | 37   | 1916, 1927, 1931, 1933, 1935, 1939, 1941, 1942, 1946, 1947, 1951, 1952, 1954, 1956, 1957, 1959, 1960, 1968, 1969, 1971, 1972, 1973, 1974, 1975, 1976, 1978, 1979, 1986, 1989, 1999, 2003, 2004, 2008, 2010, 2011, 2012, 2013 |
| アトレチコ           | 23   | 1925, 1929, 1930, 1934, 1936, 1940, 1943, 1945, 1949, 1958, 1970, 1982, 1983, 1985, 1988, 1990, 1998, 2000, 2001, 2002, 2005, 2009, 2016                                                                                     |
| フェロヴィアリオ     | 8    | 1937, 1938, 1944, 1948, 1950, 1953, 1965, 1966 |
| ブリタニア           | 7    | 1918, 1919, 1920, 1921, 1922, 1923, 1928 |
| パラナ               | 7    | 1991, 1993, 1994, 1995, 1996, 1997, 2006 |
| ロンドリーナ         | 4    | 1962, 1981, 1992, 2014 |
| パレストラ・イタリア | 3    | 1924, 1926, 1932 |
| グレミオ・マリンガ   | 3    | 1963, 1964, 1977 |
| ピニェイロス         | 2    | 1984, 1987 |
| インテルナシオナル   | 1    | 1915 |
| アメリカ＝パラナ     | 1    | 1917 |
| モンテ・アレグレ     | 1    | 1955 |
| コメルシアウ         | 1    | 1961 |
| アグア・ヴェルデ     | 1    | 1967 |
| コロラド             | 1    | 1980 |
| カスカヴェウ         | 1    | 1980 |
| イラチ               | 1    | 2002 |
| パラナヴァイ         | 1    | 2007 |
| オペラリオ           | 1    | 2015 |